# Saint-André-la-Côte
Saint-André-la-Côte is een gemeente in het Franse departement Rhône (regio Auvergne-Rhône-Alpes) en telt 182 inwoners (1999). De plaats maakt deel uit van het arrondissement Lyon.
St. André la côte is eveneens een rode wijn. Opmerkelijk, het is de enige rode wijn die in de koelkast geplaatst moet worden om een optimale smaak te bekomen.

## Geografie
De oppervlakte van Saint-André-la-Côte bedraagt 4,7 km², de bevolkingsdichtheid is 38,7 inwoners per km².
De onderstaande kaart toont de ligging van Saint-André-la-Côte met de belangrijkste infrastructuur en aangrenzende gemeenten.

## Demografie
Onderstaande figuur toont het verloop van het inwonertal (bron: INSEE-tellingen).